# P.J. Proby
P.J. Proby, geboren als James Marcus Smith (Houston (Texas), 6 november 1938), is een Amerikaanse zanger, liedjesschrijver en acteur. Hij was in de jaren zestig een succesvol zanger, vooral in het Verenigd Koninkrijk, maar minder in zijn geboorteland. In Nederland had hij een hit met de single Hold Me. Later speelde hij in musicals onder andere de rollen van Elvis Presley en Roy Orbison.

## Carrière

### Vroege jaren
Hoewel Smith was opgeleid aan de Western Military Academy, een opleidingsschool voor het leger, koos hij voor een carrière als acteur en zanger. Hij nam toneel- en zanglessen. Onder de naam Jett Powers nam hij twee platen op bij een klein, onafhankelijk platenlabel. Het waren nummers in de stijl van Elvis Presley. Proby liet horen dat hij Presley perfect na kon doen. De platen deden niets.
Smith raakte bevriend met Sharon Sheeley, de verloofde van de (in 1960 omgekomen) zanger Eddie Cochran. Zij bedacht voor hem de artiestennaam P.J. Proby (een ex-vriend van haar heette zo) en regelde voor hem een auditie bij Liberty Records. Onder de naam P.J. Proby nam hij drie singles op bij Liberty, die al evenmin succes hadden. In 1963 probeerde hij het ook nog eens onder de naam Orville Woods. In die tijd was er nog een strikte scheiding tussen ‘blanke’ en ‘zwarte’ muziek. P.J. Proby was al ingedeeld bij de blanke muziek. Hij hoopte dat de single Wicked Woman, gezongen door een onbekende, zou worden gedraaid op ‘zwarte’ radiostations. Dat lukte inderdaad, maar leverde niet het zo gewenste succes op.
Intussen was hij ook liedjes gaan schrijven, doorgaans onder zijn eigen naam (J.M. Smith of James Marcus Smith). Nummers van zijn hand zijn opgenomen door Johnny Burnette en The Searchers. Bovendien zong hij demo’s in voor onder andere Elvis Presley en Bobby Vee, als steuntje voor als ze het nummer later zelf gingen opnemen.

### Verenigd Koninkrijk
Sheeley stelde Proby ook voor aan Jack Good, een Amerikaan die naar het Verenigd Koninkrijk was verhuisd en daar tv-shows maakte met popmuzikanten. Hij nodigde Proby uit mee te werken aan een groots opgezette show ‘Around The Beatles’, waarin behalve The Beatles zelf ook onder andere Cilla Black, Long John Baldry en Millie Small optraden. De show werd op 6 mei 1964 door de satelliet Telstar wereldwijd uitgezonden en betekende de doorbraak van P.J. Proby, die optrad in de outfit die hem de komende tijd beroemd zou maken: een paardenstaart, een overhemd met volants, een strakke fluwelen broek en schoenen met gespen. Proby vestigde zich in het Verenigd Koninkrijk. Later in 1964 volgden The Walker Brothers zijn voorbeeld. Gary Walker was bevriend met Proby en was onder de indruk geraakt van diens succes aan de andere kant van de oceaan.
Proby sloot een contract met Decca Records en bracht twee platen uit: Hold Me en Together. Het waren allebei melodieuze ballads die door hem onherkenbaar werden veranderd in up-tempo rocknummers. De platen haalden allebei de Britse top tien.
Proby’s oude platenmaatschappij Liberty Records accepteerde niet dat Proby was overgestapt naar een andere maatschappij. Liberty procedeerde tegen Decca en kreeg de rechten op Hold Me en Together plus de volgende platen die Proby zou gaan maken.
Proby’s volgende plaat verscheen dus weer op Liberty. Het werd Somewhere, een liedje uit de musical West Side Story. Ook daarmee haalde hij de top tien.
Toen raakte hij in problemen. In het begin van 1965 barstte hij twee keer kort achter elkaar tijdens een optreden uit zijn strakke fluwelen broek. Dankzij dit ‘obscene gedrag’ was hij vanaf dat moment niet meer welkom in de tv-programma’s van de BBC en de amusementszender ATV. Ook een groot aantal theaters wilde hem niet meer laten optreden. Proby’s antwoord was de titel van zijn volgende single: I Apologise (‘Ik bied mijn excuses aan’). De plaat, die alleen op de piratenzenders gedraaid werd, bereikte de elfde plaats in de UK Singles Chart en stemde Proby’s vijanden niet milder.
Zijn volgende platen, Let the Water Run Down en That Means a Lot, lieten een gestage afname van zijn populariteit zien, ook al was That Means a Lot geschreven door John Lennon en Paul McCartney. Het nummer was opgenomen door The Beatles, maar die waren niet tevreden over het resultaat en gaven het aan P.J. Proby, in wiens repertoire het naar hun idee beter paste. Het kwam echter niet verder dan een magere 30e plaats.
Met Maria, net als Somewhere afkomstig uit de musical West Side Story, was P.J. Proby in november 1965 plotseling helemaal terug. Het nummer bereikte de achtste plaats. De volgende platen bleven echter in de onderste regionen van de Britse hitparade hangen of deden helemaal niets. In het begin van 1967 scoorde hij met Niki Hoeky zijn eerste en enige hit in de Verenigde Staten (23 in de Billboard Hot 100).
Van Proby’s lp’s haalde alleen de eerste, I Am P. J. Proby, de hitparade (16 in de UK Albums Chart). Opmerkelijk is de lp Three Week Hero uit 1969. Die werd opgenomen met een groep sessiemuzikanten, waaronder een aantal beroemdheden. Zo deden vier muzikanten mee die kort daarna samen Led Zeppelin zouden vormen. De achtergrondzang werd verzorgd door de groep The Family Dogg. Op sommige nummers speelde Clem Cattini, ex-drummer van The Tornados. Met Jimmy Page van het latere Led Zeppelin (Page, Robert Plant, John Paul Jones en John Bonham) had Proby trouwens wel vaker opnamen gemaakt.
Twee nummers van de lp werden als single uitgebracht, The Day That Lorraine Came Down al voordat de lp uitkwam. Het was geen succes. Today I Killed a Man klinkt als een lied uit de Amerikaanse Burgeroorlog. De verteller in het liedje schiet een ‘rebel soldier’ – zo noemden de soldaten uit de zuidelijke staten zichzelf – dood. Maar het liedje was geschreven door het singer-songwritersduo Roger Cook (geboren 1940) en Roger Greenaway (geboren 1938). Het publiek van 1969 associeerde het liedje meteen met de uiterst impopulaire Vietnamoorlog. Toch deed de single niets in het Verenigd Koninkrijk en de VS, maar hij werd een onverwachte hit in Nederland (een elfde plaats).

### Optredens in musicals
Na een tijdelijke terugkeer naar de VS in 1966 en veel financiële problemen ging Proby in de jaren zeventig, terug in het Verenigd Koninkrijk, optreden in musicals. Hij trad op als Cassio in een musicalversie van Shakespeares Othello, getiteld Catch My Soul. In 1977 speelde hij de rol van Elvis Presley in Elvis – The Musical. Een van de schrijvers was Jack Good, die Proby nog naar het Verenigd Koninkrijk had gehaald. Elvis werd gespeeld door drie acteurs: Tim Whitnall als Elvis in zijn jonge jaren; Shakin' Stevens als Elvis tijdens zijn diensttijd en de jaren dat hij films maakte, en P.J. Proby als Elvis in de laatste jaren met de optredens in Las Vegas.
Daarnaast trad hij op in cabarets en nachtclubs en maakte hij af en toe een plaat, maar de jaren dat hij in de hitparade kwam, waren voorbij. In 1978 zong hij op Focus con Proby, een album van de Nederlandse groep Focus en de gitaristen Eef Albers en Philip Catherine.
In de jaren tachtig ging hij weer wat meer platen maken, met veel nummers die hijzelf geschreven had. In 1992 kreeg hij tijdens een vakantie in Florida een hartinfarct. Hij was een jaar uit de roulatie en ging in het jaar daarop spelen in de musical Good Rockin’ Tonite over het leven van Jack Good. Proby speelde daarin zichzelf. In 1995 speelde hij Roy Orbison in de musical Only the Lonely. In 1996 kwam Elvis – The Musical opnieuw op de planken met Proby weer in de rol van de oudere Elvis.
In datzelfde jaar haalde Proby voor het eerst sinds jaren weer de Britse hitparade (zij het niet hoger dan nummer 58) met de plaat Yesterday Has Gone, een duet met Marc Almond.
In 1997 speelde Proby de rol van The Godfather in enkele liveproducties van Quadrophenia van The Who.
In het begin van de 21e eeuw toerde Proby intensief, vooral in het nostalgiecircuit. Hij deed in 2001 een tournee met The Searchers en in 2003 en 2004 met The Troggs en Herman's Hermits. In 2006 deed hij mee aan de ‘Solid Silver Sixties Show’.

### Later leven
In 2008 werd Proby 70. Ter gelegenheid van zijn verjaardag kwam de cd Best Of The EMI Years 1961-1972 uit. De EMI Group is de eigenaar van Liberty Records.
Proby woont tegenwoordig in een dorpje in Worcestershire. In 2011 kwam aan het licht dat hij aan zijn carrière als acteur en zanger erg weinig heeft overgehouden en een bijstandsuitkering krijgt. Hij werd aangeklaagd omdat hij inkomsten uit optredens zou hebben verzwegen. In maart 2012 werd hij vrijgesproken.

## Verwijzingen naar Proby
In de medley Under New Management van The Barron Knights uit 1966 nemen popsterren de regering van Groot-Brittannië over. Maar: ‘Unfortunately it would be impossible to fit / P.J. Proby in the Government / ’Cause he would cause a split’ (‘P.J. Proby in de regering opnemen zou helaas niet kunnen, want dat loopt op een scheuring uit’).
In 2002 bracht Van Morrison het album Down the Road uit. Een van de nummers heet Whatever Happened To PJ Proby? Het is een nostalgische terugblik op de tijd dat artiesten als P.J. Proby, Scott Walker en Screaming Lord Sutch (die drie worden met name genoemd) nog furore maakten. Screaming Lord Sutch was overigens in 1999, drie jaar voor het uitkomen van het album, overleden.

## Discografie
De lijst van grammofoonplaten blijft hier beperkt tot de platen die tussen 1958 en 1981 in de Verenigde Staten en Groot-Brittannië zijn uitgegeven. De cd’s vormen een selectie.

### Singles
| Uitgebracht    | Voorkant / achterkant                                                     | Hoogste notering |
| -------------- | ------------------------------------------------------------------------- | ---------------- |
| maart 1958     | Go, Girl, Go / Teenage Quarrel                                            | –                |
| september 1959 | Loud Perfume / My Troubles                                                | –                |
| 1961           | Try to Forget Her / There Stands the One                                  | –                |
| 1962           | The Other Side Of Town / Watch Me Walk Away                               | –                |
| 1963           | So Do I / I Can't Take It like You Can                                    | –                |
| 1963           | Wicked Woman / Darlin'                                                    | –                |
| mei 1964       | Hold Me / The Tips of My Fingers                                          | 3 (GB), 9 (NL)   |
| augustus 1964  | Together / Sweet and Tender Romance                                       | 8 (GB)           |
| november 1964  | Somewhere / Just Like Him                                                 | 6 (GB), 33 (NL)  |
| februari 1965  | I Apologise / What's on Your Mind                                         | 11 (GB), 39 (NL) |
| juni 1965      | Let the Water Run Down / I Don't Want to Hear It Any More                 | 19 (GB)          |
| september 1965 | That Means a Lot / My Prayer                                              | 30 (GB)          |
| november 1965  | Maria / She Cried                                                         | 8 (GB)           |
| februari 1966  | You've Come Back / It Ain't Necessarily So                                | 25 (GB)          |
| mei 1966       | You've Got Me Cryin' / I Need Love                                        | –                |
| mei 1966       | To Make a Big Man Cry / Wicked Woman                                      | 34 (GB)          |
| oktober 1966   | I Can't Make It Alone / Sweet Summer Wine                                 | 37 (GB)          |
| januari 1967   | Niki Hoeky / Good Things Are Coming My Way                                | 23 (VS)          |
| juni 1967      | You Can't Come Home Again / Work With Me Annie                            | –                |
| januari 1968   | It's Your Day Today / I Apologise Baby                                    | 32 (GB)          |
| mei 1968       | What's Wrong with My World / Why Baby Why                                 | –                |
| oktober 1968   | The Day That Lorraine Came Down / Mery Hoppkins Never Had Days Like These | –                |
| augustus 1969  | Hanging from Your Loving Tree / Empty Bottles                             | –                |
| oktober 1969   | Today I Killed a Man / It's Too Good to Last                              | 11 (NL)          |
| augustus 1970  | It’s Goodbye / It's Too Good to Last                                      | –                |
| 1972           | We'll Meet Again / Clown Shoes                                            | –                |
| juni 1973      | Put Your Head On My Shoulder / Mama Married a Preacher                    | –                |
| september 1974 | The Champ, Parts 1 & 2                                                    | –                |
| maart 1976     | Somewhere / Together                                                      | –                |
| oktober 1981   | You've Got It All / Starting All Over Again                               | –                |

| Single met eventuele hitnotering(en) in de Nederlandse Top 40 | Datum van verschijnen | Datum van binnenkomst | Hoogste positie | Aantal weken | Opmerkingen |
| ------------------------------------------------------------- | --------------------- | --------------------- | --------------- | ------------ | ----------- |
| Somewhere                                                     | 11-1964               | 30-01-1965            | 33              | 2            | [ 19 ]      |
| I Apologise                                                   | ?                     | 03-04-1965            | 39              | 1            | [ 19 ]      |
| Today I Killed A Man                                          | ?                     | 06-12-1969            | 11              | 6            | [ 19 ]      |

### Ep's
| Uitgebracht   | Naam                | Nummers                                                                                 |
| ------------- | ------------------- | --------------------------------------------------------------------------------------- |
| december 1964 | P. J. Proby         | Zing Went the Strings of My Heart / Linda Lu / Answer Me / Stagger Lee                  |
| augustus 1965 | Somewhere           | Hold What You've Got / I Love Therefore I Am / I Apologise / Somewhere                  |
| december 1965 | Christmas With P.J. | Christmas Song (Merry Christmas to You) / Silent Night / White Christmas / Rain on Snow |
| februari 1966 | Proby Again         | I Can’t Make It Alone / Try to Forget Her / Let the Water Run Down / You've Come Back   |
| juli 1966     | P.J.'s Hits         | Hold Me / Together / That Means a Lot / Maria                                           |
| november 1973 | Remember            | Hold Me / Together / Maria / Somewhere                                                  |

### LP’s
| Uitgebracht | Naam               | Nummers |
| ----------- | ------------------ | --- |
| 1964        | I Am P. J. Proby   | Whatever Will Be Will Be / It's No Good for Me / Rockin' Pneumonia and the Boogie Woogie Flu / The Masquerade Is Over / Glory of Love / I'll Go Crazy / Question / You Don't Love Me No More / Don't Worry Baby / Just Call and I'll Be There / Louisiana Man / Cuttin' In                                                   |
| 1965        | P.J. Proby         | My Prayer / I Will / Mission Bell / The Nearness of You / Lonely Weekends / If I Loved You / When I Fall in Love / She Cried / Secret Love / I Will Come to You / Lonely Teardrops / With These Hands |
| 1965        | P.J. Proby in Town | What Kind of Fool Am I / To Make a Big Man Cry / No Other Love / Walk Hand in Hand / People / It Ain't Necessarily So / Some Enchanted Evening / Come Back to Me / We Kiss in a Shadow / If I Ruled the World / Maria / I Could Write a Book                                                                                 |
| 1966        | Enigma             | Niki Hoeky / Shake Shake Shake / Reach Out I'll Be There / That's the Tune / Out of Time / Don't Forget about Me / People That's Why / I Wanna Thank You Baby / I'm Twenty-Eight / Angelica / I Can't Make It Alone / You Make Me Feel Like Someone                                                                          |
| 1967        | Phenomenon         | Just Holding On / Mama told me not to come / Work with Me Annie / Ling Ting Tong / Honey Hush / Straight Up / Butterfly High / She's Looking Good / You Can't Come Home Again / Pretty Girls Everywhere / Good Rockin' Tonight / Sanctification                                                                              |
| 1968        | Believe It or Not  | When Love Has Passed You By / I'm Coming Home / Give Me Time / Turn Her Away / Mary in the Morning / It's Your Day Today / I Shall Be Released / Cry Baby / Why Baby Why / I've Got My Eyes on You / I Apologise Baby / Judy in the Junkyard                                                                                 |
| 1969        | Three Week Hero    | Three Week Hero / The Day That Lorraine Came Down / Little Friend / Empty Bottles / Reflections (Of Your Face) / Won't Be Long / Sugar Mama / I Have a Dream / It's Too Good to Last / New Directions / Today I Killed a Man / Medley: It's So Hard To Be a Nigger, Jim's Blues en George Wallace Is Rollin' in This Mornin' |
| 1970        | California License | Caldonia / Daddy’s Home / Bop Ting-a-Ling / Linda Lu / Hound Dog / Stranded in the Jungle / Tomorrow Night / Mio Amore – I Am Yours, My Love / Stagger Lee / Medley: Blue Moon, Cherry Pie en Silhouettes / Forever My Darling / Rockin’ Pneumonia                                                                           |
| 1973        | I'm Yours          | They Call the Wind Maria / Draw Me a Circle / Mama Married a Preacher / Mary in the Morning / If I Loved You (opnieuw opgenomen) / Put Your Head on My Shoulder / Twilight Time / Ecstasy / Only You / Sunday Goodbye / Where / Stay Awhile / I'm Yours                                                                      |
| 1978        | Focus con Proby    | Wingless / Orion / Night Flight / Eddy / Sneezing Bull / Brother / Tokyo Rose / Maximum / How Long |
| 1980        | The Hero           | She's Helping Me Get over You / Handsome Guy / Memories of You / Cinderella's Fool / Ain't Gonna Kiss Ya / In a Moment / What Did I Do to You / Like All the Times Before / Tonight / Clown Shoes / A Place for Girls like You / The Life You Offered Me                                                                     |

### Verzamel-cd’s (selectie)
| Uitgebracht | Naam                                               | Nummers |
| ----------- | -------------------------------------------------- | --- |
| 1989        | The Legendary P.J. Proby At His Very Best ... Plus | When Love Has Passed You By / I'm Coming Home / Give Me Time / Turn Her Away / Why Baby Why / I've Got My Eyes on You / I Apologise Baby / Somewhere / That Means a Lot / Maria / Rain on Snow / My Prayer / To Make a Big Man Cry / I Can't Make It Alone / What's Wrong with My World / I Apologise / You've Come Back / Zing! Went the Strings of My Heart / The Day That Lorraine Came Down / Today I Killed a Man I Didn't Know |
| 1990        | The Legendary P.J. Proby At His Very Best Vol. 2   | Rockin' Pneumonia and the Boogie Woogie Flu / The Masquerade Is Over / I'll Go Crazy / Question / You Don't Love Me No More / Don't Worry Baby / Just Call and I'll Be There / Cuttin' in / Hold Me / Together / Nicky Hoeky / Honey Hush / Butterfly High / She's Looking Good / You Can't Come Home Again / Pretty Girls Everywhere / Hold What You've Got / Sweet Summer Wine / That's The Tune / Work With Me Annie / Mery Hoppkins Never Had Days Like These / Let the Water Run Down / Good Things Are Coming My Way / Hanging from Your Loving Tree / Sanctification |
| 1996        | The EP Collection                                  | Hold Me / Together / Sweet and Tender Romance / Whatever Will Be Will Be / The Tips of My Fingers / I Love Therefore I Am / That Means a Lot / Maria / Somewhere / She Cried / Lonely Teardrops / My Prayer / Wicked Woman / It's No Good for Me / Rockin' Pneumonia and the Boogie Woogie Flue / I Can't Make It Alone / Niki Hoeky / Good Things Are Coming My Way / If I Ruled the World / Christmas Song / Silent Night / White Christmas / Try to Forget Her / Linda Lu / Answer Me / Stagger Lee                                                                      |
| 1998        | The Very Best of P. J. Proby                       | Somewhere / I Apologise / Let the Water Run Down / No Other Love / Some Enchanted Evening / That Means a Lot / Whatever Will Be Will Be / Maria / Hold Me / Together / Don't Worry Baby / You've Come Back / Zing! Went the Strings of My Heart / To Make a Big Man Cry / I Can't Make It Alone / You Can't Come Home Again / Question / It's Your Day Today / The Day That Lorraine Came Down / Rockin' Pneumonia and the Boogie Woogie Flu |
| 2005        | I Am P.J. Proby / P.J. Proby                       | Whatever Will Be Will Be / It's No Good for Me / Rockin' Pneumonia and the Boogie Woogie Flu / The Masquerade Is Over / Glory of Love / I'll Go Crazy / Question / You Don't Love Me No More / Don't Worry Baby / Just Call and I'll Be There / Louisiana Man / Cuttin' In / My Prayer / I Will / Mission Bell / The Nearness of You / Lonely Weekends / If I Loved You / When I Fall in Love / She Cried / Secret Love / I Will Come to You / Lonely Teardrops / With These Hands                                                                                          |
| 2008        | Best of the EMI Years: 1961-1972                   | Try to Forget Her / Hold Me / Cuttin' In / Somewhere / Just Like Him / Answer Me / What's on Your Mind / I Don't Want to Hear It / My Prayer / Mission Bell / If I Loved You / Maria / Quando Tornera / I Can't Make It Alone / Niki Hoeky / Mama Told Me Not to Come / Give Me Time / I'm Coming Home / And the Sun Will Shine / Delilah / Today I Killed a Man / Daddy's Home / I'm Ahead If I Can Quit While I'm Behind / Clown Shoes / We'll Meet Again |
| 2011        | The Real California License                        | Go, Girl, Go / Teenage Quarrel / I Need Love / You Got Me Crying / Loud Perfume / My Troubles / Wicked Woman / Darlin' / Rockin’ Pneumonia / Linda Lu / Question / Stagger Lee / Zing! Went the Strings of My Heart / Pretty Girls Everywhere / Honey Hush / Tomorrow Night / Stranded in the Jungle / Mio Amore – I Am Yours, My Love / Hound Dog / Forever My Darling / Daddy’s Home / Bop Ting-a-Ling / Medley: Blue Moon, Cherry Pie en Silhouettes / Caldonia / Give Me Time (Demo) / Just in Time (Demo)                                                              |